# 慶元
慶元（けいげん）は、中国・南宋の寧宗の治世に使用された元号。1195年 - 1200年。

## 西暦等との対照表
| 慶元 | 元年   | 2年    | 3年    | 4年    | 5年    | 6年    |
| 西暦 | 1195年 | 1196年 | 1197年 | 1198年 | 1199年 | 1200年 |
| 干支 | 乙卯   | 丙辰   | 丁巳   | 戊午   | 己未   | 庚申   |
| 金   | 明昌6  | 承安元 | 承安2  | 承安3  | 承安4  | 承安5  |
| 西夏 | 天慶2  | 天慶3  | 天慶4  | 天慶5  | 天慶6  | 天慶7  |

## 出来事
- 紹熙5年
  - 閏10月25日：寧宗の即位により翌年を「慶元元年」とする踰年改元の詔が下る。
- 慶元元年
  - 正月16日：蛮寇が黎州を急襲する。
  - 2月22日：趙汝愚が韓侂冑により失脚。福州知州に落ちてから再び永州へ左遷される。
- 慶元2年
  - 正月20日：趙汝愚死去。
- 慶元3年
  - 閏6月2日：民間での銅器の鋳造を禁ずる。
  - 12月29日：趙汝愚・留正・周必大・朱熹ら59人が「偽学逆党」の名簿に載せられ、官職から排除される。
- 慶元4年
  - 5月12日：「偽学の禁」の詔勅が出る。二程の流れを汲む道学は偽学として禁じられる。
  - 9月12日：『慶元重修勅令格式』が公布される。
- 慶元5年
  - 5月1日：統天暦が施行される。
  - 7月24日：日本・高麗商人が銅銭を持ち出すことを禁ずる。
- 慶元6年
  - 3月9日：朱熹死去。
  - 8月8日：光宗が崩ずる。
  - 12月21日：翌年より「嘉泰」へ踰年改元の詔が下る。